# Kosmonavt Vladimir Komarov
Die Kosmonavt Vladimir Komarov (englische Schreibweise von russisch Космонавт Владимир Комаров, deutsch Kosmonaut Wladimir Komarow) war ein sowjetisches Schiff zur Satellitenortung und -steuerung, das nach dem sowjetischen Kosmonauten Wladimir Komarow benannt war, der beim Flug von Sojus 1 ums Leben kam.
Das Schiff wurde 1967 in Cherson als Frachtschiff Genichesk der Poltava-Klasse gebaut und bald darauf in Leningrad (heute Sankt Petersburg) zum Bahnverfolgungsschiff des Typs Projekt 1917 umgebaut und in Kosmonavt Vladimir Komarov umbenannt. Sein Heimathafen war Odessa. Noch vor dem Zerfall der Sowjetunion wurde es 1989 nach Leningrad verlegt, um als Polarforschungsschiff umgebaut zu werden.
Das Schiff war das erste Schiff aus der Flotte sowjetischer Kommunikationsschiffe, wie die Kosmonavt Yuriy Gagarin, Kosmonavt Viktor Patsaev und die Akademik Sergey Korolyov und diente der Kommunikation mit bemannten und unbemannten Raumflugkörpern, wenn diese nicht über dem Gebiet der UdSSR waren. Bekannt wurde der Einsatz beim gemeinsamen Flug von Sojus 6, 7 und 8.